# V. G. Jog
Vishnu Govind Jog, más conocido como V. G. Jog (Maharashtra, 1922-Calcuta, 2004), fue un violinista de música clásica de la India. Fue uno de los máximos exponentes de la música clásica indostaní en el siglo XX, teniendo el crédito de haber introducido este instrumento a este tipo de música.
Jog fue discípulo de Baba Allauddin Khan. Tocó el violín y grabó con muchos de los más grandes músicos indostaníes, como Bismillah Khan e hizo giras a nivel mundial. Recibió el Premio Padma Bhushan en 1982.

## Enlaces
- V. G. Jog page
- V. G. Jog page
- V. G. Jog page
- V. G. Jog page

- Datos: Q2746687